# Sadr City
Sadr City (arabă مدينة الصدر - Madinat aṣ-Ṣadr) este un cartier din Bagdan, Irak.